# Arthur Pearson

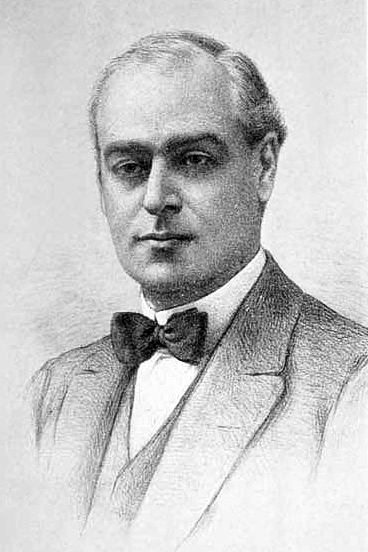
Arthur Pearson

Cyril Arthur Pearson (nació el 24 de febrero de 1866 y murió el 9 de diciembre de 1921) era un magnate del periodismo y publicación de Inglaterra, conocido por haber fundado el Daily Express.

## Primeros años
Pearson nació en el pueblo de Wookey, Somerset y fue educado en la prestigiosa Universidad de Winchester en Hampshire. Su primer trabajo fue como periodista al servicio de George Newnes, de quien se convertiría en asistente personal.

## Carrera
Después de seis años de trabajar para Newnes, en 1890, Pearson salió para formar su propio negocio en el área de publicación; tres semanas después había fundado el periódico Pearson's Weakly. En la primera edición, se vendieron un cuarto de milón de copias.
En 1898, compró al Heraldo de la Mañana, y en 1900 lo fusionó con su antigua publicación, creando gran impacto en la sociedad.

## Apoyo al Escultismo
Por medio de la publicación de los textos de Robert Baden-Powell, Pearson colaboró grandemente a la fundación del Escultismo.

## Muerte
Murió en 1921, producto de una caída en su baño. Su biografía fue escrita posteriormente por Sidney Dark.
- Datos: Q6038822
- Multimedia: Sir Arthur Pearson, 1st Baronet / Q6038822